# Álvaro de Luna (skådespelare)
Álvaro de Luna Blanco, född 10 april 1935 i Madrid, död 2 november 2018 i Madrid, var en spansk skådespelare. Han medverkade i över hundra filmer mellan 1961 och 2017. Han var mest känd för sin roll som El Algarrobo i Curro Jiménez.